# Рудрапраяг
Рудрапраяг (англ. Rudraprayag, гінді रुद्रप्रयाग) — невелике місто у індійському штаті Уттаракханд. Через місто проходить дорога з рівнинних районів штату до свяшенного міста індуїзму — Кедарнатха, розташованого в горах на відстані 86 км.

## Географія
Розташоване в передгір'ях Гімалаїв у місці впадіння річки Мандакіні в Алакнанду. 

### Клімат
Місто знаходиться у зоні, котра характеризується океанічним кліматом субтропічних нагір'їв. Найтепліший місяць — червень із середньою температурою 23.4 °C (74.2 °F). Найхолодніший місяць — січень, із середньою температурою 8.2 °С (46.8 °F).
| Клімат Рудрапраяга      | Клімат Рудрапраяга | Клімат Рудрапраяга | Клімат Рудрапраяга | Клімат Рудрапраяга | Клімат Рудрапраяга | Клімат Рудрапраяга | Клімат Рудрапраяга | Клімат Рудрапраяга | Клімат Рудрапраяга | Клімат Рудрапраяга | Клімат Рудрапраяга | Клімат Рудрапраяга | Клімат Рудрапраяга |
| Показник                | Січ.               | Лют.               | Бер.               | Квіт.              | Трав.              | Черв.              | Лип.               | Серп.              | Вер.               | Жовт.              | Лист.              | Груд.              | Рік                |
| Середній максимум, °C   | 13,6               | 15,5               | 20,5               | 25,8               | 28,8               | 28,6               | 25,6               | 25,2               | 24,8               | 23,4               | 19,8               | 16                 | 22,3               |
| Середня температура, °C | 8,2                | 10                 | 14,5               | 19,5               | 22,7               | 23,5               | 22                 | 21,7               | 20,7               | 17,9               | 13,8               | 10,3               | 17,1               |
| Середній мінімум, °C    | 2,8                | 4,4                | 8,5                | 13,3               | 16,6               | 18,4               | 18,4               | 18,1               | 16,6               | 12,5               | 7,9                | 4,7                | 11,9               |
| Норма опадів, мм        | 37.1               | 40.2               | 33.4               | 27.3               | 42.2               | 135.9              | 295.2              | 288.9              | 156                | 32.4               | 7.7                | 14.2               | 1110.5             |
| ----------------------- | ------------------ | ------------------ | ------------------ | ------------------ | ------------------ | ------------------ | ------------------ | ------------------ | ------------------ | ------------------ | ------------------ | ------------------ | ------------------ |
| Джерело: Weatherbase    |                    |                    |                    |                    |                    |                    |                    |                    |                    |                    |                    |                    |                    |